# OXB ApS
OXB ApS er en dansk hotel-, restaurant- og turistvirksomhed med hovedkvarter i Oksby. De driver en blandet turistvirksomhed med udlejning af feriehuse, campingpladser, feriecenter og kro. Virksomheden blev etableret af familien Slaikjær i 1977 under navnet Hvidbjerg Strand Camping og drev i begyndelsen campingplads. Siden hen er virksomheden vokset og i dag inkluderer den Hvidbjerg Strand Feriepark, Vejers Strand Camping, Skagen Sydstrand Camping, Blåvand Kro, feriehusudlejningsvirksomheden FerieX (Feriekompaniet & SJ Feriehusudlejning) og rengøringsvirksomheden W-Clean.
OXB havde i 2023 i alt ca. 300 sæsonansatte, hvilket svarer til ca. 140 fuldtidsstillinger.